# Булл, Дэн
Дэниел Джи. Эл. «Дэн» Булл (англ. Daniel G. L. «Dan» Bull; род. 27 марта 1986, Бромсгров, Англия, Великобритания) — английский рэпер и автор песен, известен своими песнями, посвящёнными компьютерным играм, которые он публикует на своём YouTube-канале, Dan Bull. Музыка Дэна была отмечена в Британской прессе во время попыток сохранить BBC Radio 6 Music, во время кампании против законопроекта о цифровой экономике, а также во время протеста в пользу совместного использования файлов. Дэн страдает синдромом Аспергера, который он упоминает в некоторых своих песнях (например, в «A Portrait of the Autist»).

## Личная жизнь

### Детство и юность
Дэн родился в городе Бромсгроув в 1986 году. Самую раннюю песню, которую он помнит — саундтрек к фильму «Охотники за привидениями». Дэн считает, что этот саундтрек «величайшая музыка из когда-либо написанных». К двенадцати годам Булл уже решил, что он хочет стать комиком или музыкантом.
Будучи подростком, он сформировал рок-группу, которая называлась «MatronsApron». Свой стиль музыки они называли «альтернативная альтернатива» и писали своеобразные песни о старухах и антропоморфных свиньях.

### После школы и настоящее время
Позже, когда Дэн окончил школу, все его одноклассники ушли в университеты, половина членов группы «MatronsApron» ушла в Оксфордский университет. Дэн тоже поступил в университет, но так и не окончил его. Как он сам говорит: «Я пошёл в университет в то время, как вышла Grand Theft Auto: San Andreas. Вы думаете я мог бы такое пропустить?!», шутя о том, что учеба его утомила и у него не было желания продолжать учиться.
Вскоре Дэн женился, его женой стала женщина по имени Кэролайн. В конце 2016 года у Дэна и Кэролайн родился сын, Джордж Булл.
Дэн называет себя «большим фанатом» серий Borderlands и Assassin’s Creed. Компания Ubisoft, создающая серию игр Assassin’s Creed, неоднократно выделяла треки Дэна в своих социальных сетях. Также Дэн летал в Лос-Анджелес на ежегодный фестиваль E3, где взял интервью у разработчиков из компании Ubisoft и записал фрагменты для своего клипа на песню об игре «The Crew», которую также анонсировали на этой выставке.
Дэн Булл умеет играть на гитаре, на пианино и на ударной установке.

### Протесты
Дэн в течение длительного времени отстаивал права людей в интернете. Приходил спикером на протесты и был сильно увлечён этим в течение длительного времени, до тех пор, пока правительство не отменило законопроект, ограничивающий права человека в интернете. Все эти акции, митинги и демонстрации были освещены по многим ТВ-каналам и газетам мира, включая Washington Post. Дэн утверждает, что ему очень помогли эти митинги и то, что он с народом смог отстоять их права. Он говорит, что «без этого его музыки не существовало бы».

### Мировоззрение
Дэн предпочитает рациональность и разум по сравнению с догмой и религией. Он говорит, что ничего не имеет против евреев, католиков или людей каких-либо религиозных убеждений, но считает, что религиозные учреждения и убеждения, которые они пропагандируют, не способствуют улучшению мира. Дэн говорит, что пытается принять тот факт, что мы здесь только на ограниченное время, и нет волшебной загробной жизни, которая компенсирует то, как мы растратили наше драгоценное время на Земле.

## Карьера
Дэн выпустил песни на такие темы, как интернет-права, музыкальная и игровая индустрии. Действия Дэна привлекают к себе внимание, в частности, внимание группы TalkTalk, которых он позже попросил объединения против законопроекта о цифровой экономике.
Дэн Булл собрал очень много фанатов благодаря созданию игровых песен, начиная с поджанров нердкора, политики и комедийного хип-хопа. Он написал песни о The Elder Scrolls IV: Oblivion, Grand Theft Auto V, Minecraft, BioShock Infinite, Tomb Raider, Dishonored, Overwatch, Assassin's Creed, Star Wars: The Old Republic, Call of Duty 4: Modern Warfare, Mass Effect, League of Legends, Skyrim, Diablo, Batman: Arkham Asylum, Borderlands 2 и о множестве других игр. Minecraft Creeper Rap, в настоящее время — его самое популярное видео, с более чем 27 миллионов просмотров. Короткое время Дэн был в партнерстве с каналом Machinima, однако, как говорит Дэн, из-за спора с авторами канала у них больше не будет совместных музыкальных треков.
Его первый альбом «Safe» рассказывает историю о человеке, который испытывает проблемы с любовью, с потерями близких ему людей, как показано в песне «Cut», и меняющегося общества, в песне «Thistopia». Человек устал от проблем и пытается совершить самоубийство. Альбом в целом идет по пути истории этого человека, но он содержит некоторые менее связанные с ним песни, такие как «Afterlife», по поводу отсутствия у Дэна веры в Бога и просто комментируя физиологический аспект смерти.
Булл объявил через свой блог, что новый альбом будет доступен в начале 2011 года, заявив, что «это будет продолжением рассказа моего первого альбома, но с другим чувством и настроением, в целом». Альбом посвящен таким важным социально-значимым темам, как медицина, война, любовь, синдром Аспергера, алкоголизм, и гордость. Альбом «Face» был выпущен в декабре 2011 года и состоял из 12 треков, 10 из которых включали в себя совершенно новые песни, а также треки 2010 года — «America» и «John Lennon».
В январе 2013 года Дэн объявил, что работает над своим третьим студийным альбомом, и что будет небольшое отклонение от тем его предыдущих альбомов. Альбом называется «The Garden», он был выпущен 31 августа 2014 года.
В 2014 году Дэн Булл приходит в Epic Rap Battles of History в качестве гостя на роль Джека Потрошителя. Он позже вернулся в Epic Rap Battles of History в 2016 году в роли Уинстона Черчилля.
27 марта 2015 года Дэн Булл выпустил свой четвёртый альбом «Bullmatic».
29 июня 2015 года Дэн объединился с Beit Nun, чтобы выпустить их долгожданный совместный альбом, который вскоре они назвали «Brandy Night».
13 января 2017 года Дэн выпустил свой пятый альбом «Hip Hop Hooray». Он включает в себя комедийные песни, такие как «Rugbuggery» и «Wiggly Willy», а также серьезные истории из жизни, такие как «I Hurt Myself» и «I’m Going to be a Daddy».
Дэн не лицензирует свои песни, они находятся в общем доступе, скачать и использовать в своих целях их может каждый, при этом он просит указать его авторство и рассказать ему на электронную почту, в Twitter или в Facebook, где они были использованы. Дэн Булл ответил на вопрос о том, почему же он не лицензирует свои песни. Он сказал:

Как правило, я не лицензирую свою музыку, потому что иногда использую приёмы или идеи других авторов. Было бы лицемерно с моей стороны нарушить условия лицензирования этих людей, а затем ожидать, что люди будут соблюдать мои собственные условия лицензирования. Тем не менее, я считаю, что люди могут делать всё, что захотят, с моими записями, на коммерческой или некоммерческой основе. Единственное право, которое я оставляю, — это право забрать назад эти слова, если я когда-нибудь стану денежным вором.
Оригинальный текст (англ.)Generally, I don’t put licensing on my music because I sometimes use copyrighted samples of other people’s work. It would be hypocritical of me to breach those peoples’ licensing terms, and then expect people to comply with my own licensing terms. However, I believe people can do whatever they like with my recordings, commercially or non-commercially. The only right I reserve is the right to withdraw this belief should I ever become a money-grabbing git.

## Дискография

### Студийные альбомы
- Safe (2009)
- Face (2011)
- The Garden (2014)
- Bullmatic (2015)
- Brandy Night [совместно с Beit Nun] (2015)
- The Life of Pablo (2016)
- Hip Hop Hooray (2017)

### Студийные игровые альбомы
- Generation Gaming (2013)
- Generation Gaming II (2014)
- Generation Gaming III (2014)
- Generation Gaming IV (2015)
- Generation Gaming V (2015)

### Популярные видео на канале Dan Bull
- Minecraft Creeper Rap (2014)
- Skyrim Epic Rap (2011)
- Overwatch Epic Rap… 21 Heroes! (2016)
- Dishonored Rap (2012)
- 40 Years of Gaming (2014)
- Assassin’s Creed Epic Rap (2011)
- Bioshock Infinite Rap (2013)
- Assassin’s Creed 3 Rap (2012)
- Borderlands 2 Rap (2012)
- Fallout 4 Special Rap (2016)